# کازابلانکا، کازابلانکا
کازابلانکا، کازابلانکا (انگلیسی: Casablanca, Casablanca) یک فیلم کمدی ایتالیایی به کارگردانی فرانچسکو نوتی است که در سال ۱۹۸۵ منتشر شد. وی بابت نقش‌آفرینی در این فیلم برندهٔ جایزهٔ دیوید دی دوناتلو بهترین بازیگر نقش مکمل مرد شد.

## گزیدهٔ بازیگران
- فرانچسکو نوتی
- جولیانا دسیو
- دانیل اولبریخسکی
- کارلو مونی
- نوولو نوولی